# 多道湖
54°08′06″N 10°32′38″E / 54.135°N 10.544°E

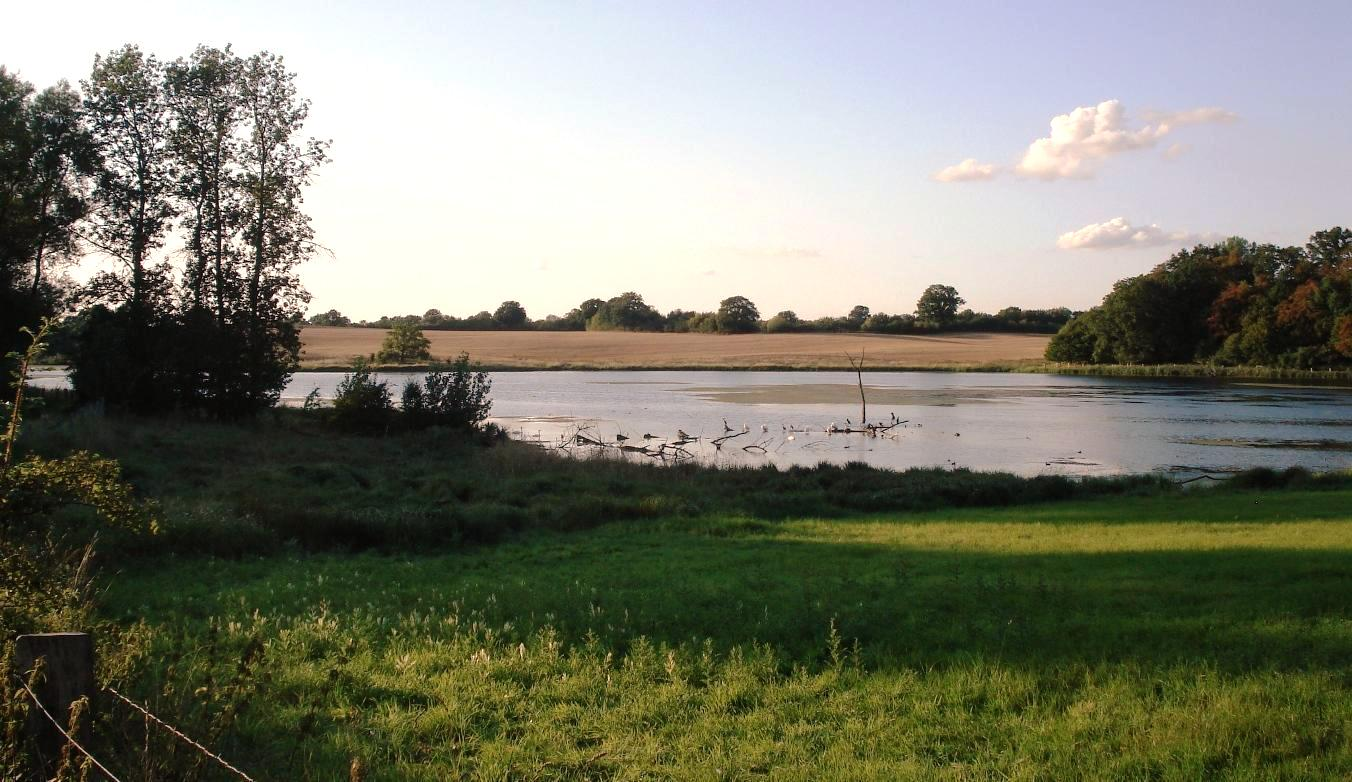

多道湖（德語：Dodauer See），是德國的湖泊，位於該國北部石勒蘇益格-荷爾斯泰因州，由東荷爾斯泰因縣負責管轄，處於普倫和奥伊廷之間，長0.8公里、寬0.3公里，面積0.2平方公里。